# Андреев, Николай Петрович (литературовед)
Николай Петрович Андреев (23 октября 1892, 23 ноября 1892 или 11 [23] ноября 1892, Казань — 15 января 1942, Ленинград) — русский советский фольклорист, литературовед, профессор Ленинградского государственного педагогического института имени А. И. Герцена.

## Биография
Родился в семье приказчика мануфактурного магазина. Учился в реальном училище, но не окончил, так как в 1910 году был арестован за участие в деятельности Социалистического союза учащихся. Находился под гласным надзором полиции. В 1914 году получил свидетельство о благонадёжности и сдал гимназические экзамены экстерном. В 1918 году окончил историко-филологический факультет Казанского университета. Две его студенческие работы были удостоены золотых медалей. Преподавал на мусульманских педагогических курсах, в педагогическом институте, на рабфаке Казанского университета.
С 1922 года до конца жизни преподавал в Петроградском педагогическом институте имени Герцена (с 1928 года — профессор). Был также сотрудником ИЛЯЗВ.
Исследовал русские и украинские сказки, легенды и баллады: «Указатель сказочных сюжетов по системе Аарне» (1929), «К характеристике украинского сказочного материала» (1934), «Русская баллада» (1936) и др.
Андрееву принадлежит первый серьёзный опыт изучения фольклора, в основе которого лежит учение о смене социально-экономических формаций («Фольклор и его история», 1936).
В журналах «Украинский фольклор» и «Народное творчество» (1938—1941) он публиковал исследования по теории народного поэтического творчества в советских условиях.
15 января 1942 года умер от голода во время блокады.

### Список произведений
- Указатель сказочных сюжетов по системе Ааарне. — Л.: Изд. Госуд. Русского Геогр. Общества, 1929. — 120 с. — 1,000 экз.